# Liste südkoreanischer Inseln
Liste südkoreanischer Inseln, geordnet nach den ihnen zugeordneten Provinzen.

## Chungcheongnam-do

### Dangjin
- Daejodo (대조도)
- Haengdando
- Nanjido

### Seosan
- Bunjeomdo
- Ganwoldo
- Gopado
- Jeodo
- Ungdo
- Woodo

### Taean
- Ando
- Anmyeondo (안면도)
- Dujido
- Gauido
- Gyeokryeolbi Inseln
  - Bukgyeokryeolbido
  - Donggyeokryeolbido
  - Seogyeokryeolbido
- Hwangdo
- Jukdo
- Mado
- Napasudo
- Oedo
- Oepasudo
- Ongdo
- Sinjindo (신진도)

### Hongseong
- Jukdo

### Boryeong
- Bingdo
- Chudo
- Godaedo
- Heoyukdo
- Hodo
- Hyojado
- Janggodo
- Jukdo
- Nokdo
- Oeyeongdo
- Sapsido
- Sodo
- Songdo
- Wonsando
- Woldo
- Yukdo

### Seocheon
- Yubudo

## Gyeonggi-do

### Ansan
- Bultando
- Daebudo (대부도)
- Pungdo
- Seongamdo
- Yukdo

### Hwasung
- Eodo
- Gukhwado
- Hyungdo
- Jebudo
- Ueumdo

## Gyeongsangbuk-do
- Ulleungdo
- Jukdo
- Kwanundo

## Incheon
- Baengnyeongdo
- Daecheongdo
- Deokjeokdo
- Gureopdo
- Ganghwa Island
- Ganghwado
- Hambakseom
- Modo
- Muuido
- Sido
- Silmido
- Sindo
- Socheongdo
- Wolmido
- Yeongjongdo
- Yeonpyeong

## Jeju-do
- Jejudo
- Gapado
- Marado (마라도)
- Udo

## Jeollanam-do
- Anma-do (안마도)
- Baekdo
- Choramdo
- Chuja Gundo
- Hauido (하의도)
- Hongdo (Gelbes Meer) (홍도)
- Hwa-do
- Imjado
- Jindo (진도군)
- Naenarodo
- Nohwado
- Odongdo (오동도)
- Oenarodo
- Geomundo (거문도, im Angloamerikanischen Sprachraum Port Hamilton genannt)
  - Seodo (서도)
  - Dongdo (동도)
  - Godo (고도)
- Sado
- Saengildo (생일도)
- Sangtedo
- Sinjido (신지도)
- Yeoseo-do (여서도)
- Wan-do

## Gyeongsangnam-do
- Hansando (한산도)
- Hongdo (홍도)

## Umstrittene Inseln
- Liancourt-Felsen (Dokdo) (독도) (von Südkorea beansprucht und de facto kontrolliert, de jure zu Japan gehörend)